# Don't Stop (canção de 5 Seconds of Summer)
"Don't Stop" é uma canção da banda australiana de Pop punk 5 Seconds of Summer, contida em seu primeiro álbum de estúdio epônimo, 5 Seconds of Summer (2014). A canção foi lançada digitalmente no dia 5 de maio de 2014 através da Capitol Records e da Hi or Hey Records, como seu segundo single.

## Opinião da crítica
Amy Davidson do Digital Spy deu a canção 4/5 estrelas, afirmando: "Blink-182 pode até ter lançado sua primeira canção muito antes de um dos quatro nascerem, mas isso não fez a 5SOS hesitar de ser uma incrível banda. Em 'Don't Stop', vemos eles sacudindo a vida nova em um gênero de punk pop." Também foi descrita como uma canção do gênero power pop.

## Videoclipe
Um lyric video foi lançado em 5 de maio de 2014 através o canal da banda na VEVO. O videoclipe oficial da canção foi lançado duas semanas depois no dia 19 de maio de 2014, com o total de três minutos e 38 segundos. No vídeo, cada membro da banda está vestido de um super-herói, tentando salvar e fazer boas ações as pessoas. Calum Hood é Cal-Pal, Ashton Irwin é SmAsh!, Michael Clifford é Mike-Ro-Wave e Luke Hemmings é Dr. Fluke.

## Lista de faixas
| CD single |                     |                                                                   |                                             |         |  |
| N.º       | Título              | Compositor(es)                                                    | Produtor(es)                                | Duração |  |
| 1.        | "Don't Stop"        | Calum Hood Luke Hemmings                                          | Robson                                      | 2:51    |  |
| 2.        | "Rejects"           | Ashton Irwin Hood Hemmings Michael Clifford                       |                                             | 2:49    |  |
| 3.        | "Try Hard"          | Hood Hemmings Richard Stannard Seton Daunt Ash Howes Tom Fletcher | Feldmann                                    | 3:41    |  |
| 4.        | "If You Don't Know" | Hood Hemmings Robson Benjamin Madden Joel Madden                  | Robson Luke Potashnick [a] Eddy Thrower [a] | 3:28    |  |

| CD single 2 |                                            |                             |              |         |  |
| N.º         | Título                                     | Compositor(es)              | Produtor(es) | Duração |  |
| 1.          | "Don't Stop" (Demonstração Vocal de Calum) | Hood Hemmings Robson busbee | Robson       | 2:49    |  |
| 2.          | "Wrapped Around Your Finger"               | Hemmings Clifford Feldmann  | Feldmann     | 3:40    |  |

| Download digital |              |         |  |
| N.º              | Título       | Duração |  |
| 1.               | "Don't Stop" | 2:50    |  |

| Download digital |                                            |         |  |
| N.º              | Título                                     | Duração |  |
| 1.               | "Don't Stop" (Demonstração Vocal de Calum) | 2:49    |  |

| Download digital |                         |         |  |
| N.º              | Título                  | Duração |  |
| 1.               | "Don't Stop" (Acoustic) | 2:50    |  |

| EP digital |                                  |         |  |
| N.º        | Título                           | Duração |  |
| 1.         | "Don't Stop" (Ashton Demo Vocal) | 2:50    |  |
| 2.         | "Rejects"                        | 2:49    |  |
| 3.         | "Try Hard"                       | 3:41    |  |
| 4.         | "Wrapped Around Your Finger"     | 3:40    |  |

| CD single edição japonesa |                        |         |  |
| N.º                       | Título                 | Duração |  |
| 1.                        | "Don't Stop"           | 2:51    |  |
| 2.                        | "Rejects"              | 2:49    |  |
| 3.                        | "Try Hard"             | 3:41    |  |
| 4.                        | "If You Don't Know"    | 3:28    |  |
| 5.                        | "She Looks So Perfect" | 3:24    |  |

Notas
- ↑[a]  significa um produtor adicional

## Créditos
| - Luke Hemmings - cocais, guitarra - Michael Clifford - guitarra, vocais, composição - Calum Hood - baixo, vocais - Ashton Irwin - bateria, vocais, composição "Don't Stop" - Chris Lord-Alge – mixer - Luke Potashnick – programação adicional - Eddy Thrower – programação adicional - Josh Wilkinson – programação adicional - Keith Armstrong – assistente de mixer - Nik Karpen – assistente de mixer - Andrew Schubert – engenharia de som adicional - Dmitar "Dim-E" Krnjaic – engenharia de som adicional - Ted Jensen – masterização "Rejects" - John Feldmann – mixer, gravação, produção - Zakk Cervini – engenheiro de som, programação - Colin Cunningham – engenheiro de som, programação - Bunt Stafford-Clark – masterização | "Try Hard" - John Feldmann – mixer, gravação, produção - Zakk Cervini – engenheiro de som, programação - Colin Cunningham – engenheiro de som, programação - Bunt Stafford-Clark – masterização "If You Don't Know" - Steve Robinson – mixer, gravação, produção - Luke Potashnick – produção adicional - Eddy Thrower – produção adicional - Bunt Stafford-Clark – masterização "Wrapped Around Your Finger" - John Feldmann – mixer, gravação, produção - Zakk Cervini – engenheiro de som, programação - Colin Cunningham – engenheiro de som, programação - Bunt Stafford-Clark – masterização Fotografia - Tom Van Schelven Direção de arte & design - Richard Andrews |

## Desempenho nas tabelas musicais
A canção debutou na segunda colocação na UK Singles Chart, vendendo 80.022 cópias, 3.000 cópias atrás de "Ghost", pela cantora Ella Henderson.
| Tabela musical (2014)                          | Melhor posição |
| ---------------------------------------------- | -------------- |
| Austrália (ARIA)                               | 3              |
| Áustria (Ö3 Austria Top 75)                    | 37             |
| Bélgica (Ultratop 50 de Flandres)              | 16             |
| Bélgica (Ultratop 50 da Valônia)               | 39             |
| Canadá (Canadian Hot 100)                      | 34             |
| Dinamarca (Hitlisten)                          | 18             |
| França (SNEP)                                  | 63             |
| O campo songid é OBRIGATÓRIO PARA PARADA ALEMÃ | 46             |
| Irlanda (IRMA)                                 | 1              |
| Japão (Japan Hot 100)                          | 11             |
| Países Baixos (Single Top 100)                 | 25             |
| Nova Zelândia (Recorded Music NZ)              | 1              |
| Escócia (Scottish Singles Chart)               | 1              |
| Espanha (PROMUSICAE)                           | 3              |
| Suíça (Schweizer Hitparade)                    | 36             |
| Ucrânia (FDR Pop Singles)                      | 1              |
| Reino Unido (UK Singles Chart)                 | 2              |
| Estados Unidos (Billboard Hot 100)             | 47             |

| País (Empresa)        | Certificação | Vendas    |
| --------------------- | ------------ | --------- |
| Austrália (ARIA)      | Ouro         | 35.000+   |
| Reino Unido (BPI)     | Prata        | 200.000++ |
| Estados Unidos (RIAA) | Ouro         | 500.000+  |

## Histórico de lançamento
| País      | Data                | Formato(s)                 | Gravadora |
| --------- | ------------------- | -------------------------- | --------- |
| Austrália | 9 de maio de 2014   | CD single Download digital | Capitol   |
| Europa    | 13 de junho de 2014 | CD single Download digital | Capitol   |